# Melipotis tetrica
Melipotis tetrica là một loài bướm đêm trong họ Erebidae.